# Ladapeyre
Ladapeyre est une commune française située dans le département de la Creuse, en région Nouvelle-Aquitaine. Ses habitants sont les Ladapeyrots.

## Géographie

### Généralités

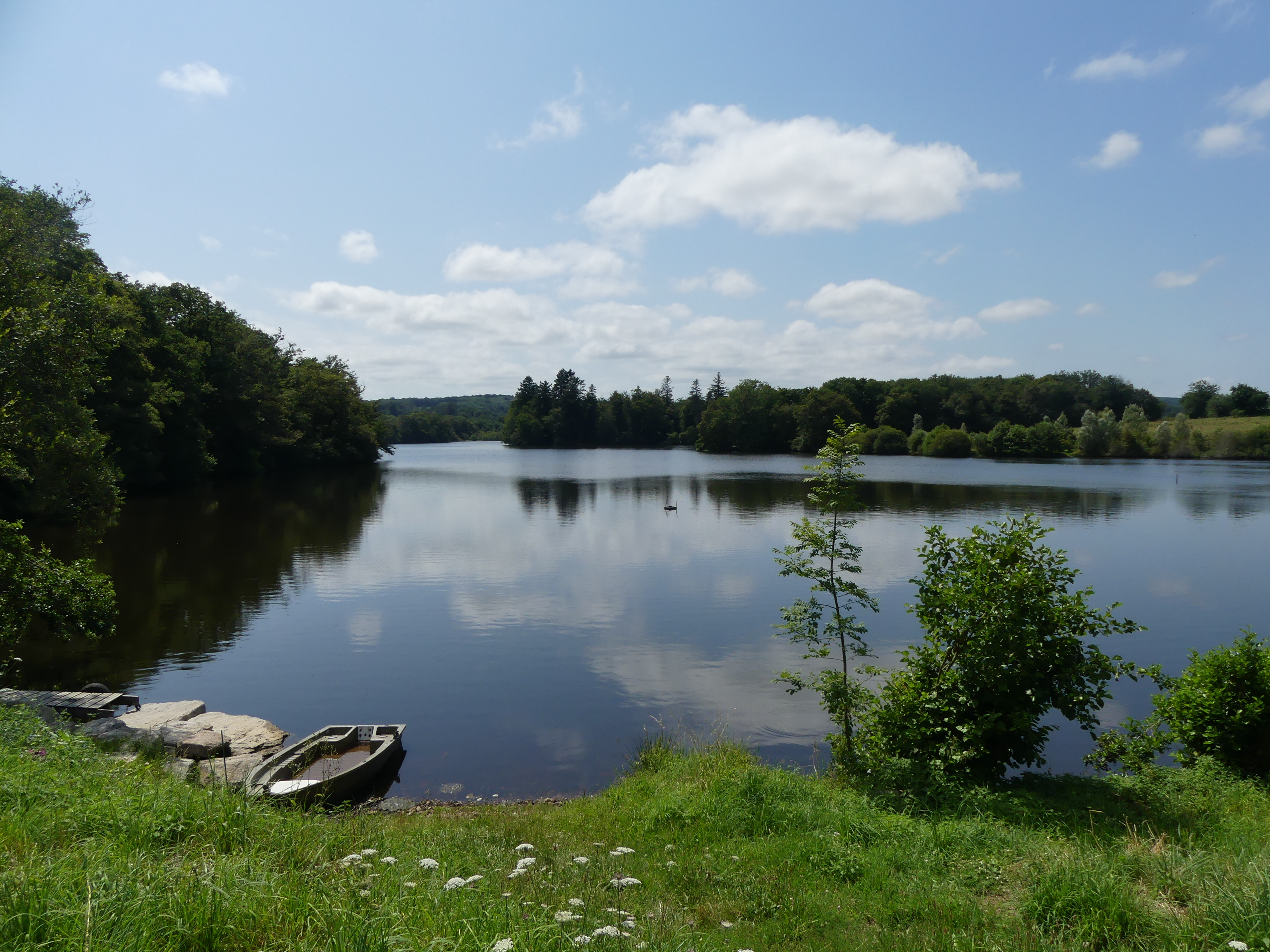
L'étang de Fragne.

Située dans la partie nord-ouest du Massif central et dans le nord du département de la Creuse, Ladapeyre est une commune est dans une dépression dominée par les monts de Toulx-Sainte-Croix, mais culmine quand même à 528 mètres, dans le nord de la commune, 600 mètres au nord-ouest du lieu-dit Molle,. D'une superficie de 30,63 km2, la commune est arrosée par le ruisseau de Fragne — qui y forme une retenue d'environ 18 hectares, l'étang de Fragne — et son affluent le ruisseau du Verron ainsi que par le ruisseau de l'Étang de Clavérolles. L'altitude minimale du territoire communal avec 352 mètres se situe à l'est, là où le ruisseau de Fragne quitte la commune et entre sur celle de Clugnat.
À l'intersection des routes départementales (RD) 9, 11 et 990, le bourg de Ladapeyre est situé, en distances orthodromiques, seize kilomètres au nord-est du centre-ville de Guéret, la préfecture.
Le territoire communal est également desservi par les RD 66 et 68 et traversé au sud par la route nationale 145 dont l'échangeur le plus proche est le no 45, celui de Jarnages, à cinq kilomètres et demi du bourg par la route (RD 990).

### Communes limitrophes
Ladapeyre est limitrophe de neuf autres communes. À l'est, son territoire est distant de moins de 750 mètres de celui de Domeyrot.
| Roches | Châtelus-Malvaleix | Jalesches, Clugnat         |
|        | Ladapeyre          |                            |
| Ajain  | Pionnat - Jarnages | Blaudeix, Parsac-Rimondeix |

### Climat
Pour des articles plus généraux, voir Climat de la Nouvelle-Aquitaine et Climat de la Creuse.
Historiquement, la commune est exposée à un climat montagnard.  
En 2020, Météo-France publie une typologie des climats de la France métropolitaine dans laquelle la commune est exposée à un climat de montagne et est dans la région climatique  Ouest et nord-ouest du Massif Central, caractérisée par une pluviométrie annuelle de 900 à 1 500 mm, maximale en automne et en hiver.
Pour la période 1971-2000, la température annuelle moyenne est de 10,5 °C, avec  une amplitude thermique annuelle de 15 °C. Le cumul annuel moyen de précipitations est de 966 mm, avec 12,2 jours de précipitations en janvier et 7,9 jours en juillet. Pour la période 1991-2020, la température moyenne annuelle observée sur la station météorologique la plus proche, située sur la commune de Genouillac à 12 km à vol d'oiseau, est de 11,3 °C et le cumul annuel moyen de précipitations est de 837,6 mm,. Pour l'avenir, les paramètres climatiques de la commune estimés pour 2050 selon différents scénarios d’émission de gaz à effet de serre sont consultables sur un site dédié publié par Météo-France en novembre 2022.

### Milieux naturels et biodiversité

#### Espaces protégés
La protection réglementaire est le mode d'intervention le plus fort pour préserver des espaces naturels remarquables et leur biodiversité associée,.
Un espace protégé hors Natura 2000 est identifié sur la commune : la « prairie mésophile de Montalchier en amont de l'étang de Fragne », à 350 mètres au sud du lieu-dit Montalchlier.

#### Zones naturelles d'intérêt écologique, faunistique et floristique
L'inventaire des zones naturelles d'intérêt écologique, faunistique et floristique (ZNIEFF) a pour objectif de réaliser une couverture des zones les plus intéressantes sur le plan écologique, essentiellement dans la perspective d'améliorer la connaissance du patrimoine naturel national et de fournir aux différents décideurs un outil d'aide à la prise en compte de l'environnement dans l'aménagement du territoire.
Une ZNIEFF est recensée sur la commune d'après l'INPN.
Dans leur traversée du territoire communal, les vallées du ruisseau de l'Étang de Clavérolles et du ruisseau de Fragne font partie de la zone naturelle d'intérêt écologique, faunistique et floristique (ZNIEFF) de type 2 « vallée du Verraux et ruisseaux affluents (Fragne, Clavérolles, rio Buzet) », ; elle est constituée de la vallée du ruisseau de l'Étang de Clavérolles depuis sa source jusqu'à la limite territoriale avec la  commune de Blaudeix, ainsi que la vallée du ruisseau de Fragne en aval du château de la Dauge ; elle s'étend sur environ 1,15 km2 du territoire communal, soit environ 11 % de la superficie totale de la ZNIEFF.
Ce site est remarquable par la présence de douze espèces déterminantes d'animaux (un insecte, un mammifère, sept oiseaux et trois poissons) et quatre de plantes phanérogames.

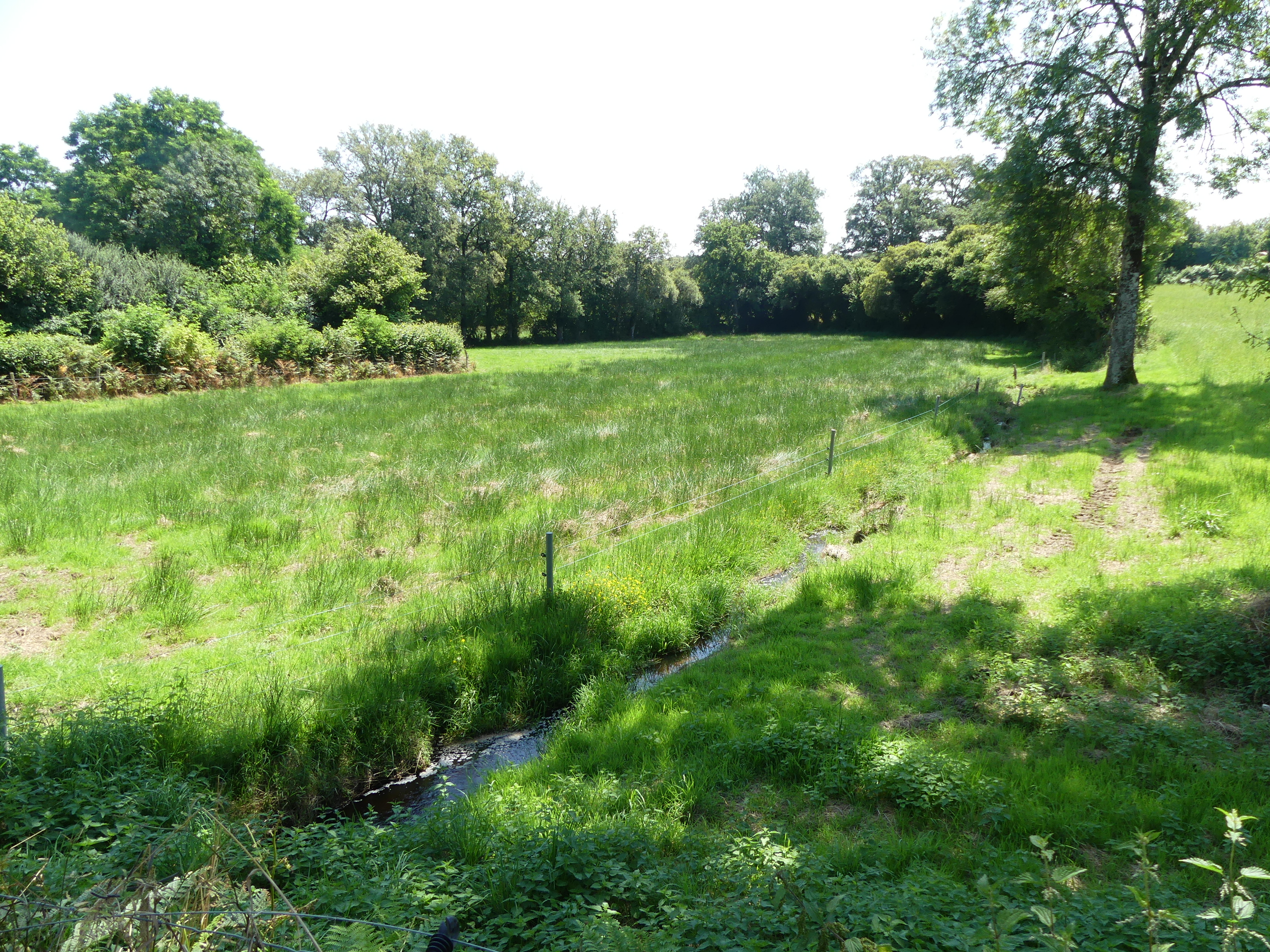
La vallée du ruisseau de l'Étang de Clavérolles à l'ouest du lieu-dit les Boueix d'en haut.
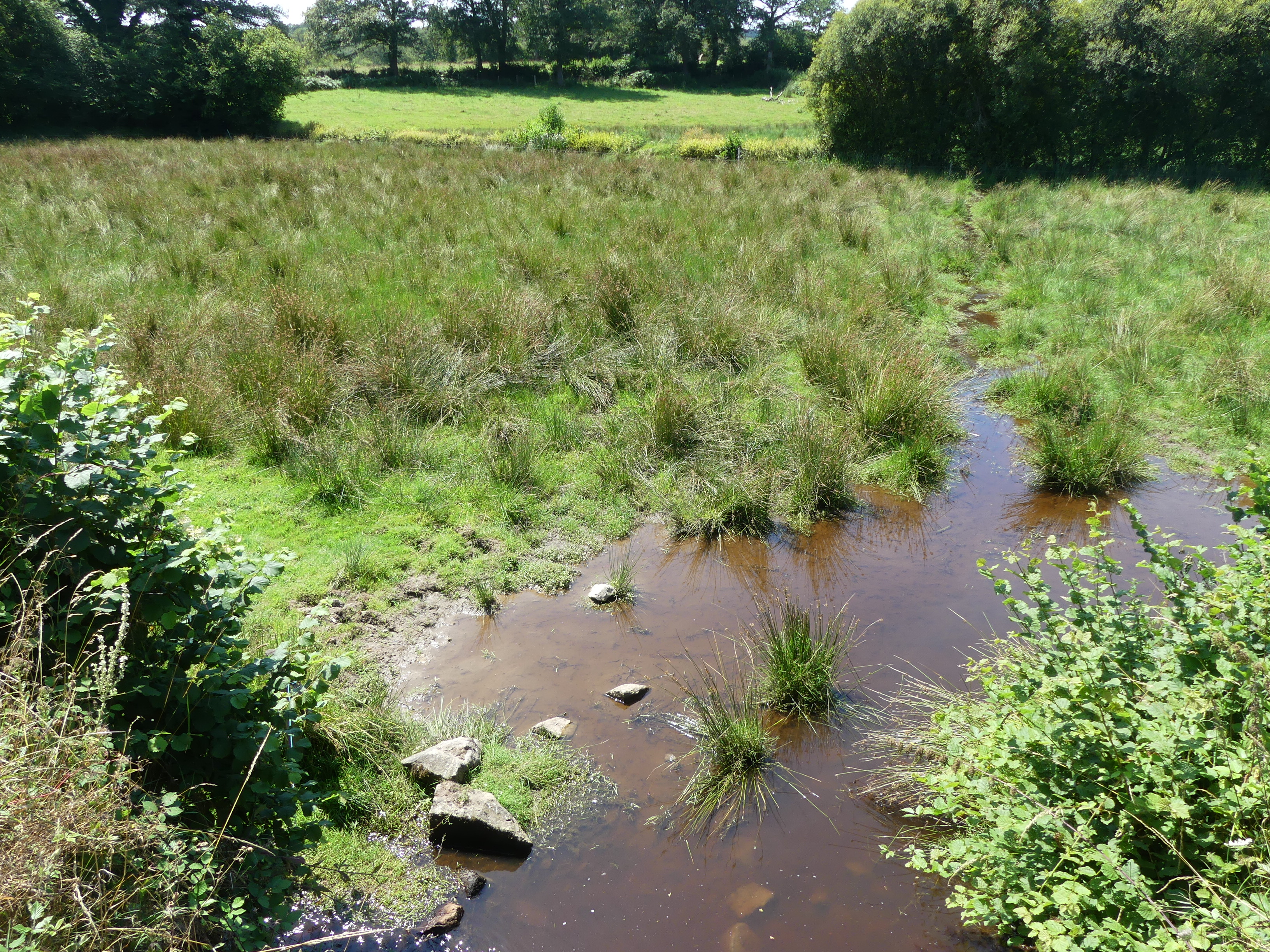
Le ruisseau de l'Étang de Clavérolles au pont de la RD 990.
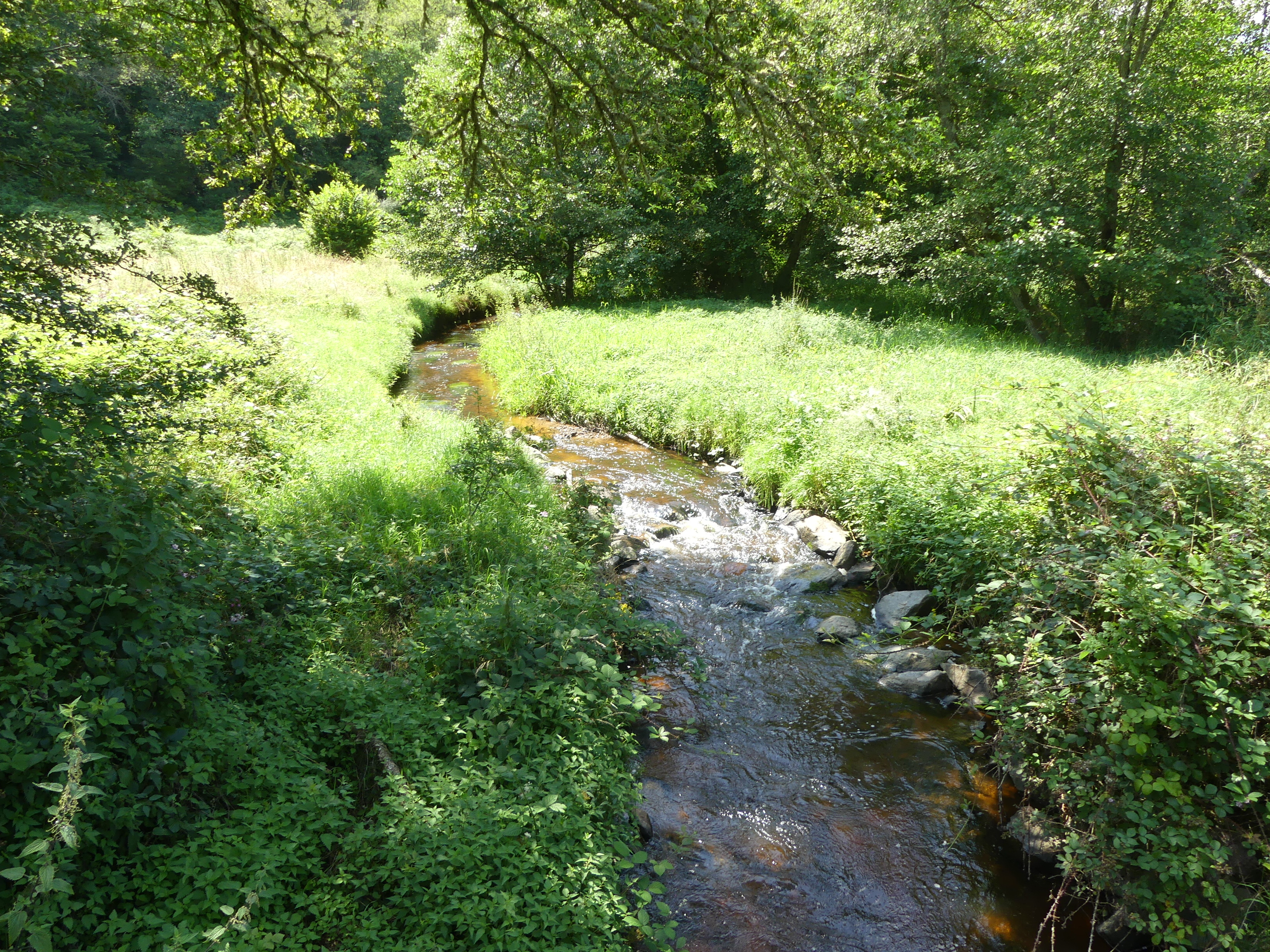
Le ruisseau de Fragne au lieu-dit le Moulin de la Roche.
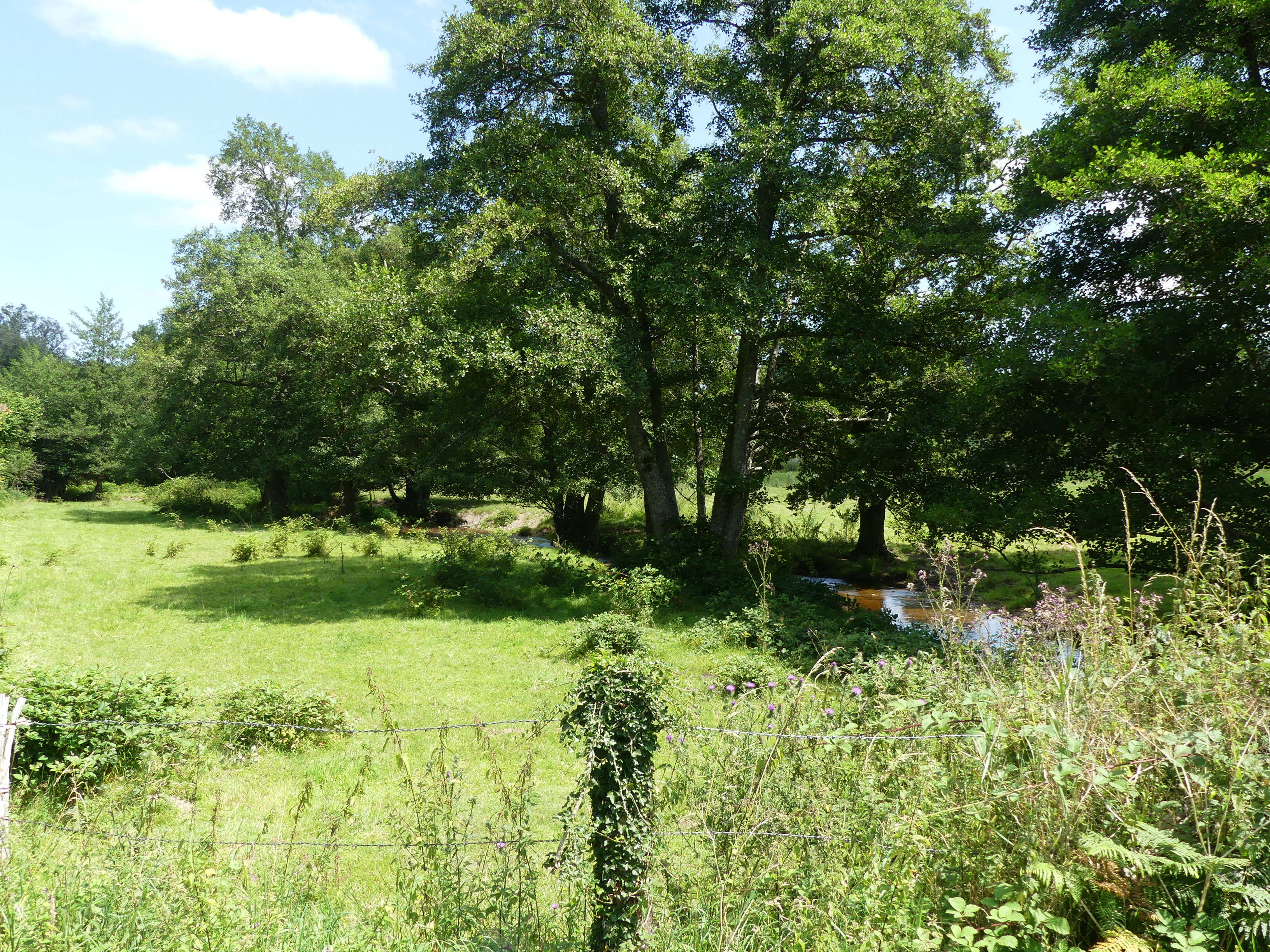
La vallée du ruisseau de Fragne au lieu-dit le Moulin de la Roche.
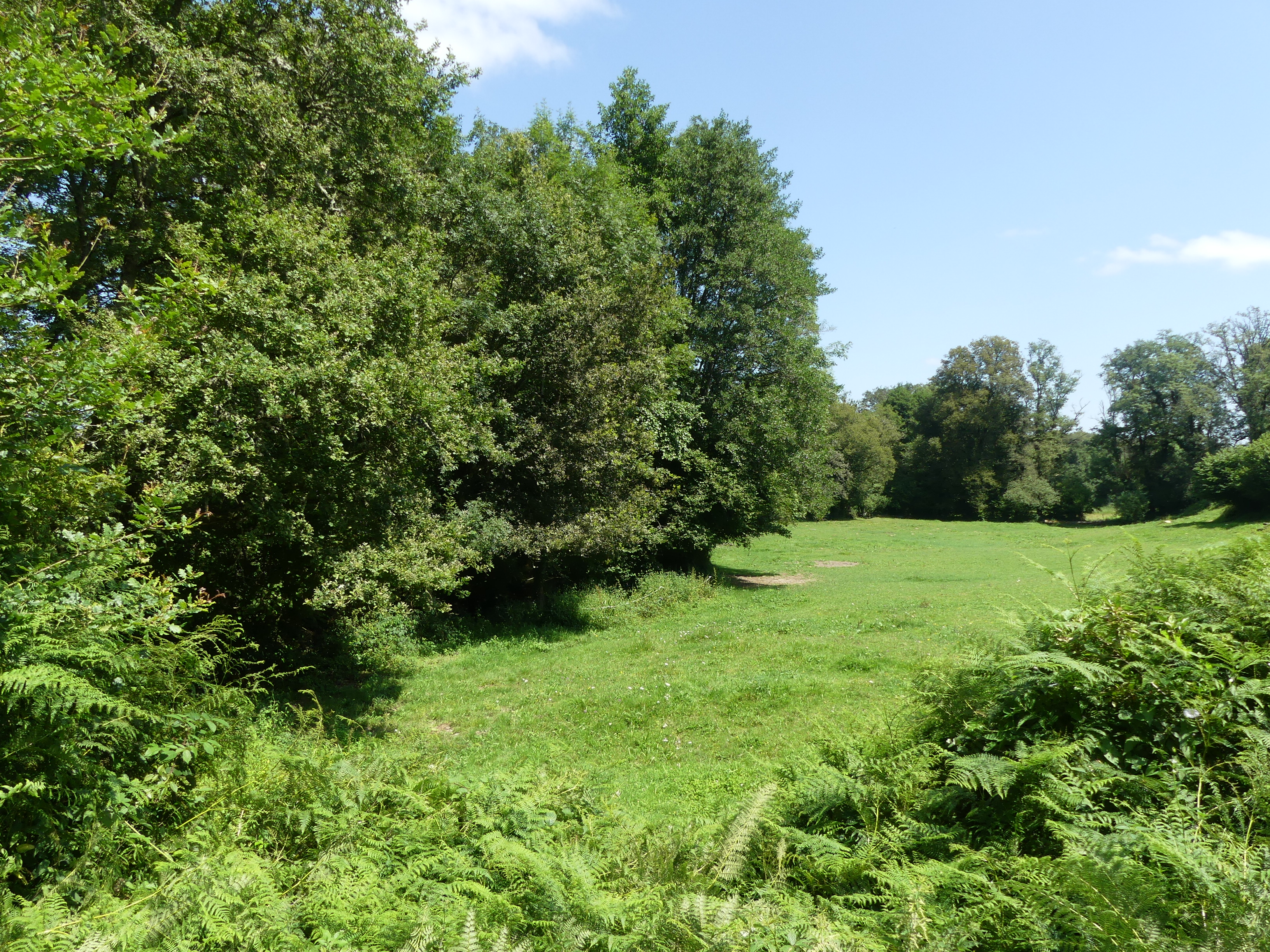
La vallée du ruisseau de Fragne au nord-est du lieu-dit la Villatte.

## Urbanisme

### Typologie
Au 1er janvier 2024, Ladapeyre est catégorisée commune rurale à habitat très dispersé, selon la nouvelle grille communale de densité à 7 niveaux définie par l'Insee en 2022.
Elle est située hors unité urbaine. Par ailleurs la commune fait partie de l'aire d'attraction de Guéret, dont elle est une commune de la couronne,. Cette aire, qui regroupe 72 communes, est catégorisée dans les aires de moins de 50 000 habitants,.

### Occupation des sols
L'occupation des sols de la commune, telle qu'elle ressort de la base de données européenne d’occupation biophysique des sols Corine Land Cover (CLC), est marquée par l'importance des territoires agricoles (73,7 % en 2018), une proportion sensiblement équivalente à celle de 1990 (73,1 %). La répartition détaillée en 2018 est la suivante : 
prairies (61 %), forêts (24,7 %), zones agricoles hétérogènes (12,7 %), zones urbanisées (0,8 %), eaux continentales (0,8 %). L'évolution de l’occupation des sols de la commune et de ses infrastructures peut être observée sur les différentes représentations cartographiques du territoire : la carte de Cassini (XVIIIe siècle), la carte d'état-major (1820-1866) et les cartes ou photos aériennes de l'IGN pour la période actuelle (1950 à aujourd'hui).

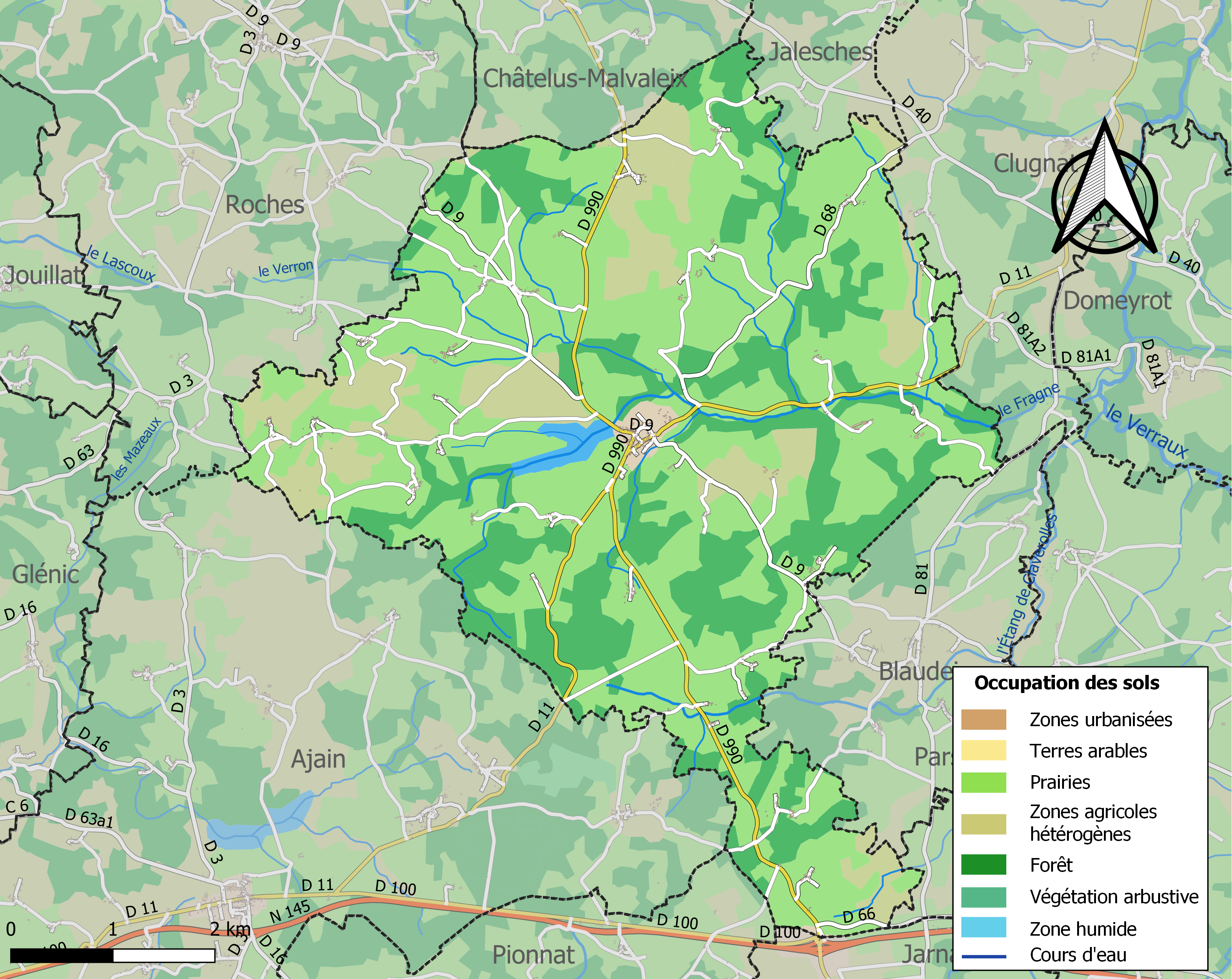
Carte des infrastructures et de l'occupation des sols de la commune en 2018 (CLC).

### Villages, hameaux et lieux-dits
Outre le bourg de Ladapeyre proprement dit, le territoire communal se compose de villages ou de hameaux, ainsi que de lieux-dits :
- les Ages
- Bellevue
- Bois de Chabannes
- Bois la Dame
- Bord
- les Bordes
- Bordessoule
- Les Boueix d'en bas
- les Boueix d'en haut
- la Brechade
- les Canadies
- Chabannes
- Champ Grenier
- Champéreaux
- la Chassagne
- Château de la Dauge
- les Chaumes
- les Chazeaux
- Cher Grand
- Chier Bardis
- Chier Laumet
- les Chouéroux
- la Combe
- les Combes
- Contisse
- la Côte
- le Coudard
- le Cros
- la Cube
- les Dieurneix
- Étang de la Font
- Étang de Fragne
- Étang de Gobé
- les Farandes
- Folbeix
- Foulet
- les Fournières
- la Gasne
- Gonde
- les Goutets
- la Grande Chaume
- Grandvaux
- la Jaunière
- la Lande
- les Landes du Coudard
- les Latas
- les Légers
- les Louches
- Molle
- les Molles
- Montalchier
- les Montceaux
- Montcheny
- Mouérue
- les Monteix
- les Moulades
- Moulin de Goursat
- le Moulin de la Roche
- Peupe
- les Peux
- Pierre Blanche
- les Poux
- Puy Monaud
- Puy la Palle
- le Queroir
- Risat
- la Roche
- la Rochette
- Roueyllat
- les Sagnes
- le Saillant
- Salvert
- Terre Noire
- le Tilleul
- la Tournazine
- la Tremouille
- les Tridelles
- les Turaux
- les Vergnes
- la Villatte
- Villessume.

### Risques majeurs
Le territoire de la commune de Ladapeyre est vulnérable à différents aléas naturels : météorologiques (tempête, orage, neige, grand froid, canicule ou sécheresse) et séisme (sismicité faible). Il est également exposé à un risque particulier : le risque de radon. Un site publié par le BRGM permet d'évaluer simplement et rapidement les risques d'un bien localisé soit par son adresse soit par le numéro de sa parcelle.

#### Risques naturels

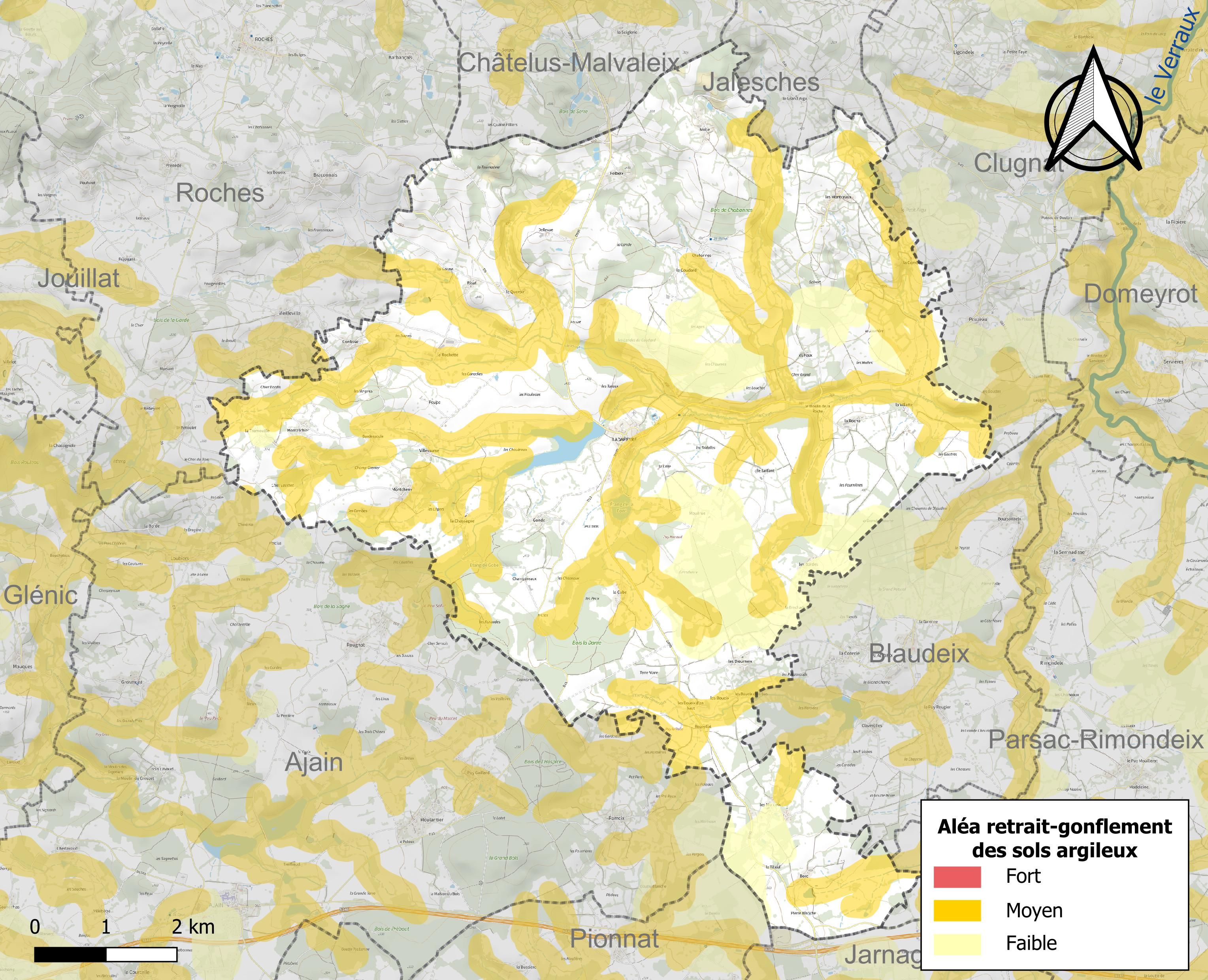
Carte des zones d'aléa retrait-gonflement des sols argileux de Ladapeyre.

Le retrait-gonflement des sols argileux est susceptible d'engendrer des dommages importants aux bâtiments en cas d’alternance de périodes de sécheresse et de pluie. 35,3 % de la superficie communale est en aléa moyen ou fort (33,6 % au niveau départemental et 48,5 % au niveau national). Sur les 307 bâtiments dénombrés sur la commune en 2019,  92 sont en aléa moyen ou fort, soit 30 %, à comparer aux 25 % au niveau départemental et 54 % au niveau national. Une cartographie de l'exposition du territoire national au retrait gonflement des sols argileux est disponible sur le site du BRGM,.
Par ailleurs, afin de mieux appréhender le risque d’affaissement de terrain, l'inventaire national des cavités souterraines permet de localiser celles situées sur la commune.
La commune a été reconnue en état de catastrophe naturelle au titre des dommages causés par les inondations et coulées de boue survenues en 1982 et 1999. Concernant les mouvements de terrains, la commune a été reconnue en état de catastrophe naturelle au titre des dommages causés par des mouvements de terrain en 1999.

#### Risque particulier
Dans plusieurs parties du territoire national, le radon, accumulé dans certains logements ou autres locaux, peut constituer une source significative d’exposition de la population aux rayonnements ionisants. Certaines communes du département sont concernées par le risque radon à un niveau plus ou moins élevé. Selon la classification de 2018, la commune de Ladapeyre est classée en zone 3, à savoir zone à potentiel radon significatif.

## Toponymie
La première mention écrite connue du lieu date du XIIe siècle, dans le cartulaire de l'abbaye de Bonlieu, sous la forme latine Lata Petra qui signifie « pierre plate ». Vers 1350, le nom de Lada Peyra est cité en occitan. L'origine du nom fait probablement référence à son dolmen.
En occitan marchois, la commune porte le nom de Lada Peira.

## Histoire
Sur la commune est encore parlé un parler du dialecte marchois. Ce dernier est un parler du Croissant, zone linguistique où l'occitan se mélange à la langue d'oïl.
Une majorité des habitants du village de Ladapeyre étaient tenanciers de la commanderie de Blaudeix, vraisemblablement jusqu'à la Révolution française.
En juin 1848, les révoltés d'Ajain, qui sont des paysans des communes d'Ajain, Ladapeyre et Pionnat, marchent sur Guéret. Ils veulent délivrer leurs camarades emprisonnés pour s'être opposés à l'impôt que la nouvelle République vient de voter en juin 1848. À l'entrée de la ville, l'affrontement avec la Garde nationale fait 16 morts parmi les manifestants.

## Politique et administration

### Liste des maires

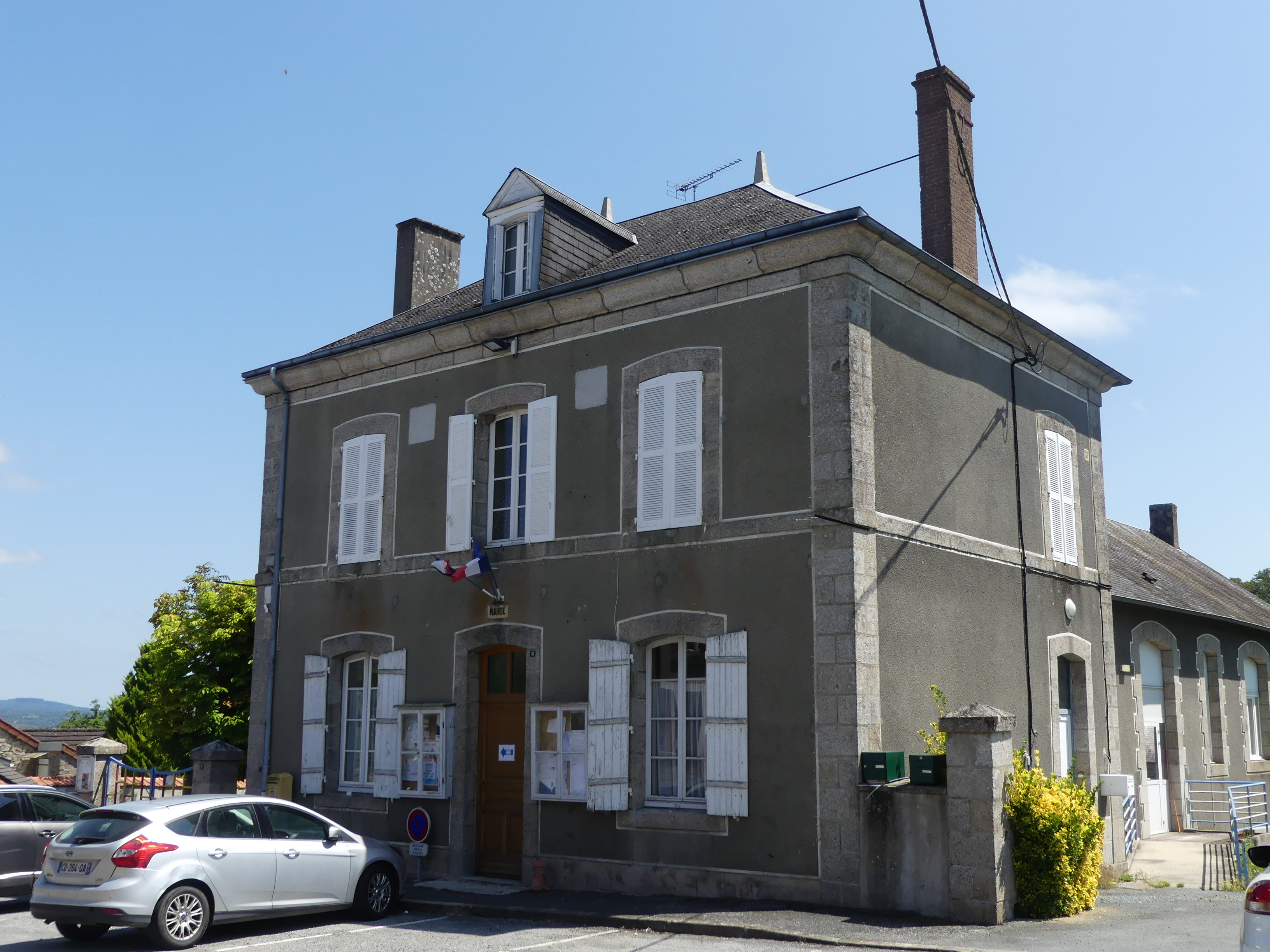
La mairie en 2024.

| Période                                  | Période  | Identité         | Étiquette | Qualité    |
| ---------------------------------------- | -------- | ---------------- | --------- | ---------- |
| Les données manquantes sont à compléter. |          |                  |           |            |
|                                          |          |                  |           |            |
| mars 2001                                | 2008     | Serge Rapinat    |           |            |
| mars 2008                                | mai 2020 | Jacques Banville |           | Professeur |
| mai 2020                                 | En cours | Dominique Bunlon |           | Comptable  |

## Démographie
L'évolution du nombre d'habitants est connue à travers les recensements de la population effectués dans la commune depuis 1793. Pour les communes de moins de 10 000 habitants, une enquête de recensement portant sur toute la population est réalisée tous les cinq ans, les populations de référence des années intermédiaires étant quant à elles estimées par interpolation ou extrapolation. Pour la commune, le premier recensement exhaustif entrant dans le cadre du nouveau dispositif a été réalisé en 2007.

En 2022, la commune comptait 356 habitants, en évolution de +1,71 % par rapport à 2016 (Creuse : −3,32 %, France hors Mayotte : +2,11 %).
| 1793  | 1800  | 1806  | 1821  | 1831  | 1836  | 1841  | 1846  | 1851  |
| ----- | ----- | ----- | ----- | ----- | ----- | ----- | ----- | ----- |
| 1 125 | 1 162 | 1 185 | 1 272 | 1 502 | 1 523 | 1 596 | 1 595 | 1 606 |

| 1856  | 1861  | 1866  | 1872  | 1876  | 1881  | 1886  | 1891  | 1896  |
| ----- | ----- | ----- | ----- | ----- | ----- | ----- | ----- | ----- |
| 1 566 | 1 565 | 1 552 | 1 538 | 1 518 | 1 561 | 1 510 | 1 525 | 1 505 |

| 1901  | 1906  | 1911  | 1921  | 1926 | 1931 | 1936 | 1946 | 1954 |
| ----- | ----- | ----- | ----- | ---- | ---- | ---- | ---- | ---- |
| 1 426 | 1 294 | 1 290 | 1 019 | 979  | 897  | 869  | 767  | 631  |

| 1962 | 1968 | 1975 | 1982 | 1990 | 1999 | 2006 | 2007 | 2012 |
| ---- | ---- | ---- | ---- | ---- | ---- | ---- | ---- | ---- |
| 539  | 495  | 391  | 380  | 336  | 329  | 347  | 350  | 360  |

| 2017 | 2022 | - | - | - | - | - | - | - |
| ---- | ---- | - | - | - | - | - | - | - |
| 346  | 356  | - | - | - | - | - | - | - |

## Culture locale et patrimoine

### Lieux et monuments
- Vestiges préhistoriques : un petit dolmen, déplacé.
- Vestiges gallo-romains.
- Église Saint-Sulpice de la fin du XIIIe siècle dédiée à saint Sulpice le Pieux. Nef à trois travées, tabernacle du XVIIe siècle, en bois, inscrit en 1976 au titre des monuments historiques[34]. L'édifice a été inscrit au titre des monuments historiques en 1933[35].
- Château de la Dauge, dans le bourg. Reconstruit au XIXe siècle ; de la période médiévale, il ne subsiste que le châtelet d'entrée du XVe siècle, inscrit en 1931 au titre des monuments historiques[36] et les douves (privé).
- Château de la Chassagne, médiéval, restauré (privé).
- Château du Coudard (privé).
- Château de la Côte, médiéval, entièrement détruit (il ne reste que les bases), privé.
- Croix de chemin du XVIe siècle, classée en 1924 au titre des monuments historiques[37].
- Lavoir typique du XVIIIe siècle.

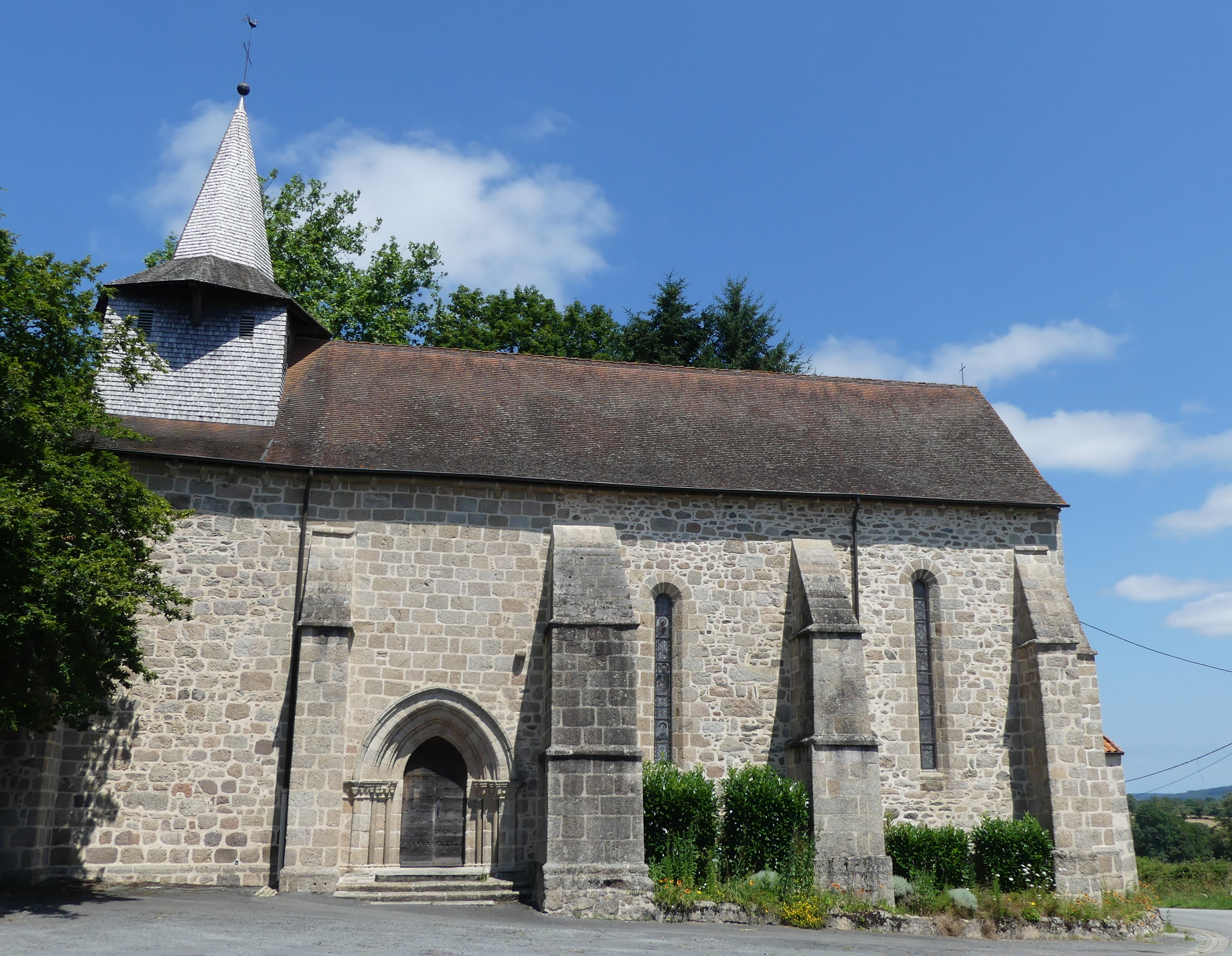
L'église Saint-Sulpice.
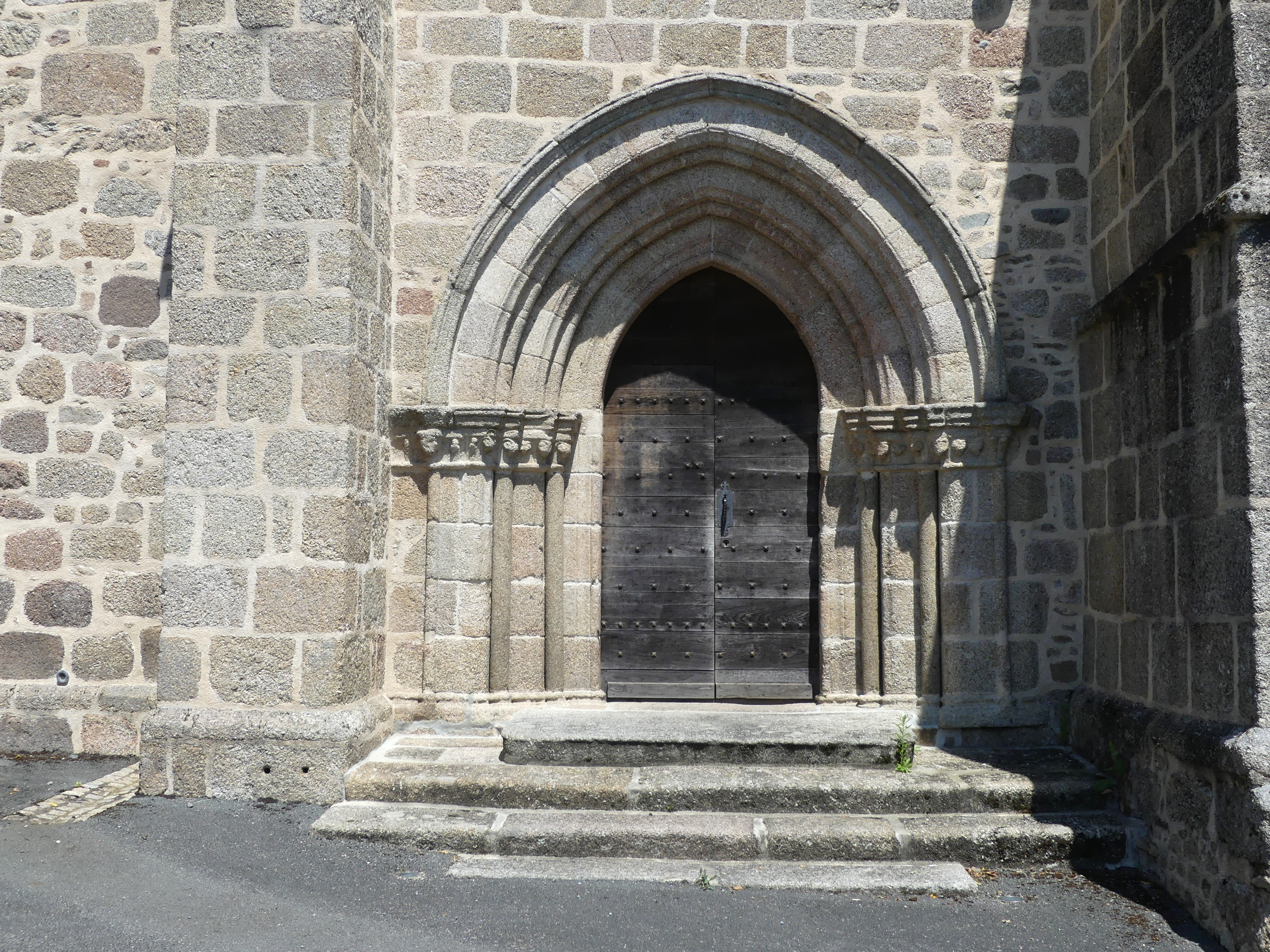
Son portail.
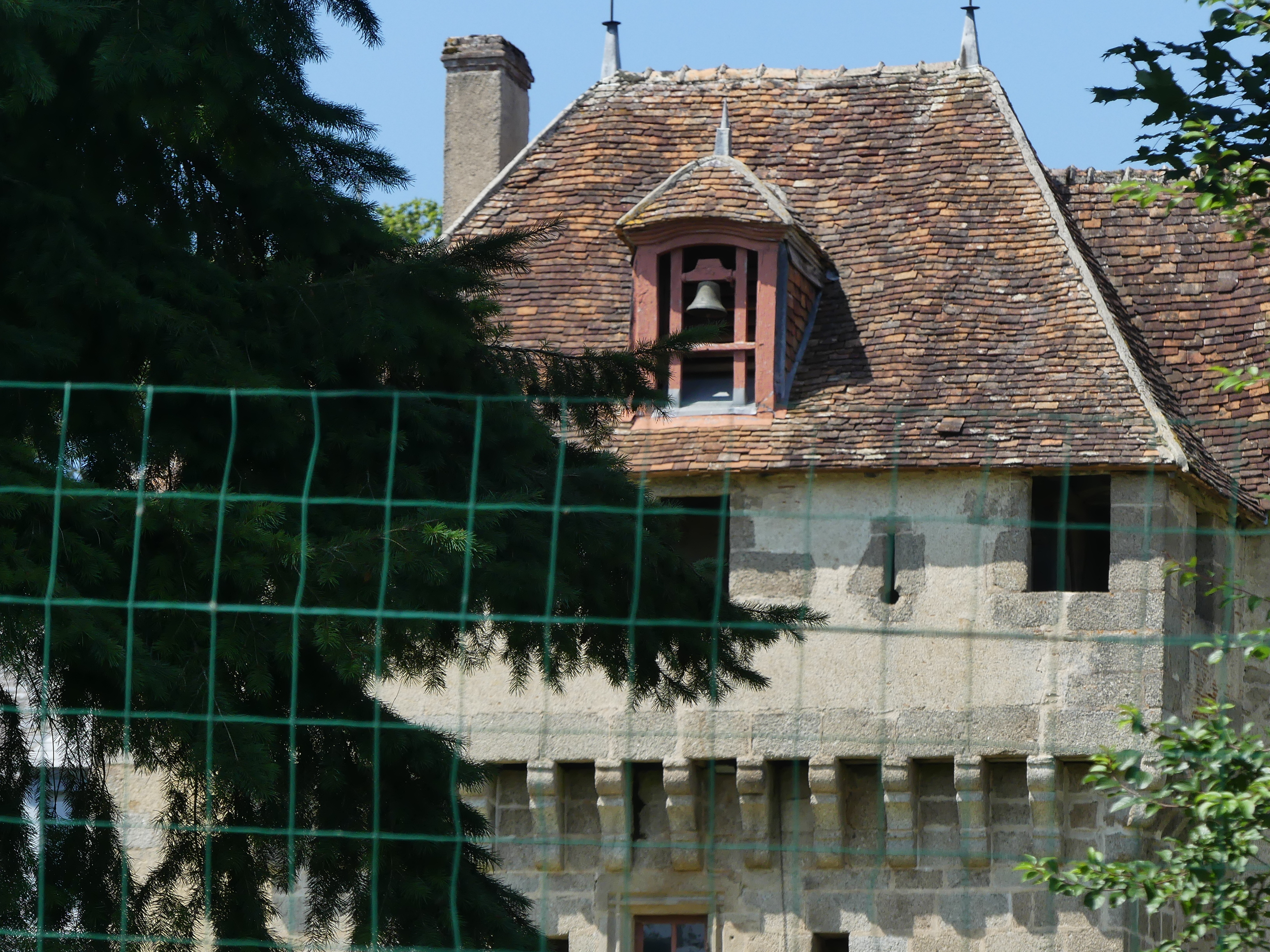
La partie supérieure du châtelet d'entrée du château de la Dauge.
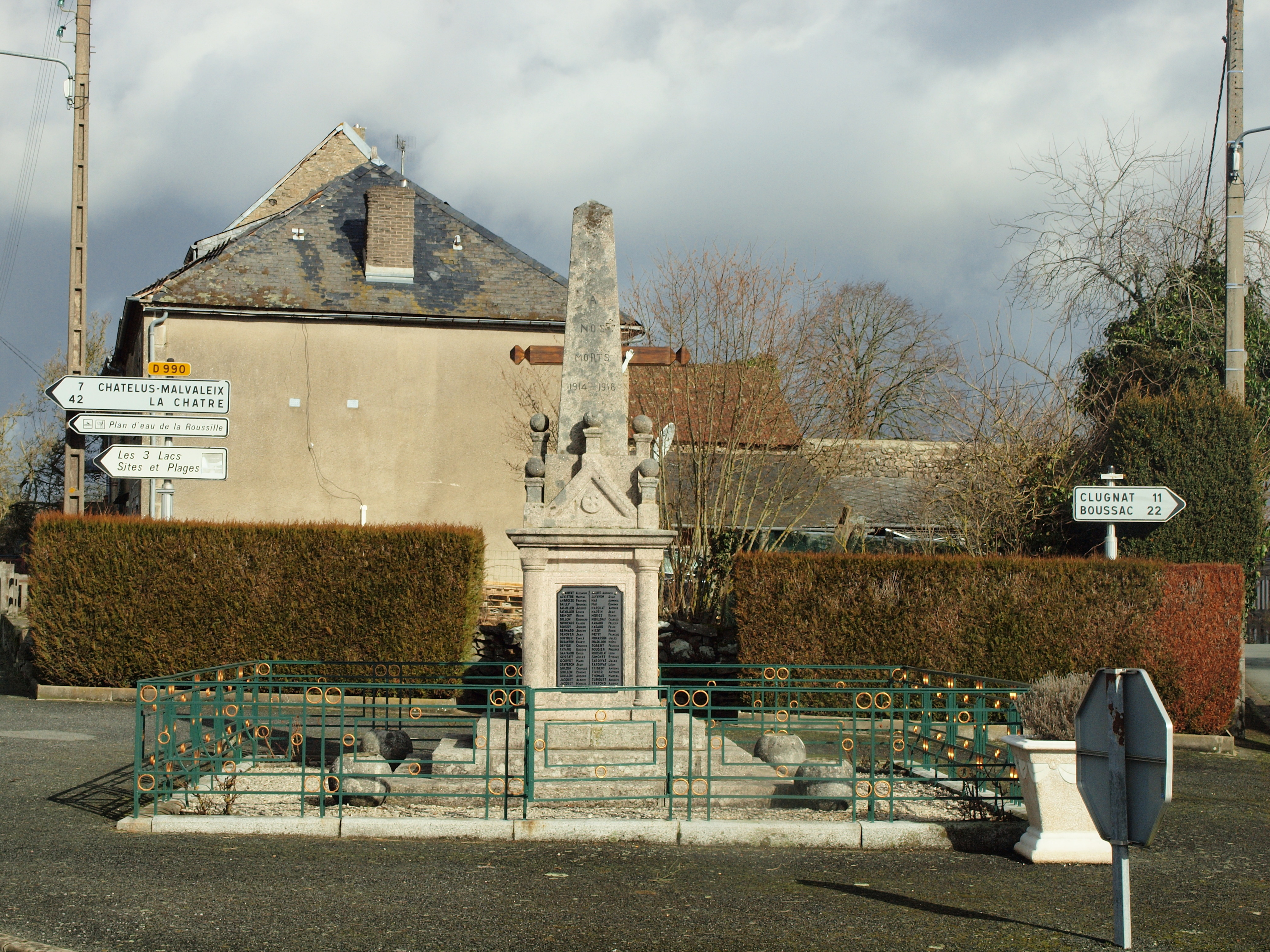
Le monument aux morts.
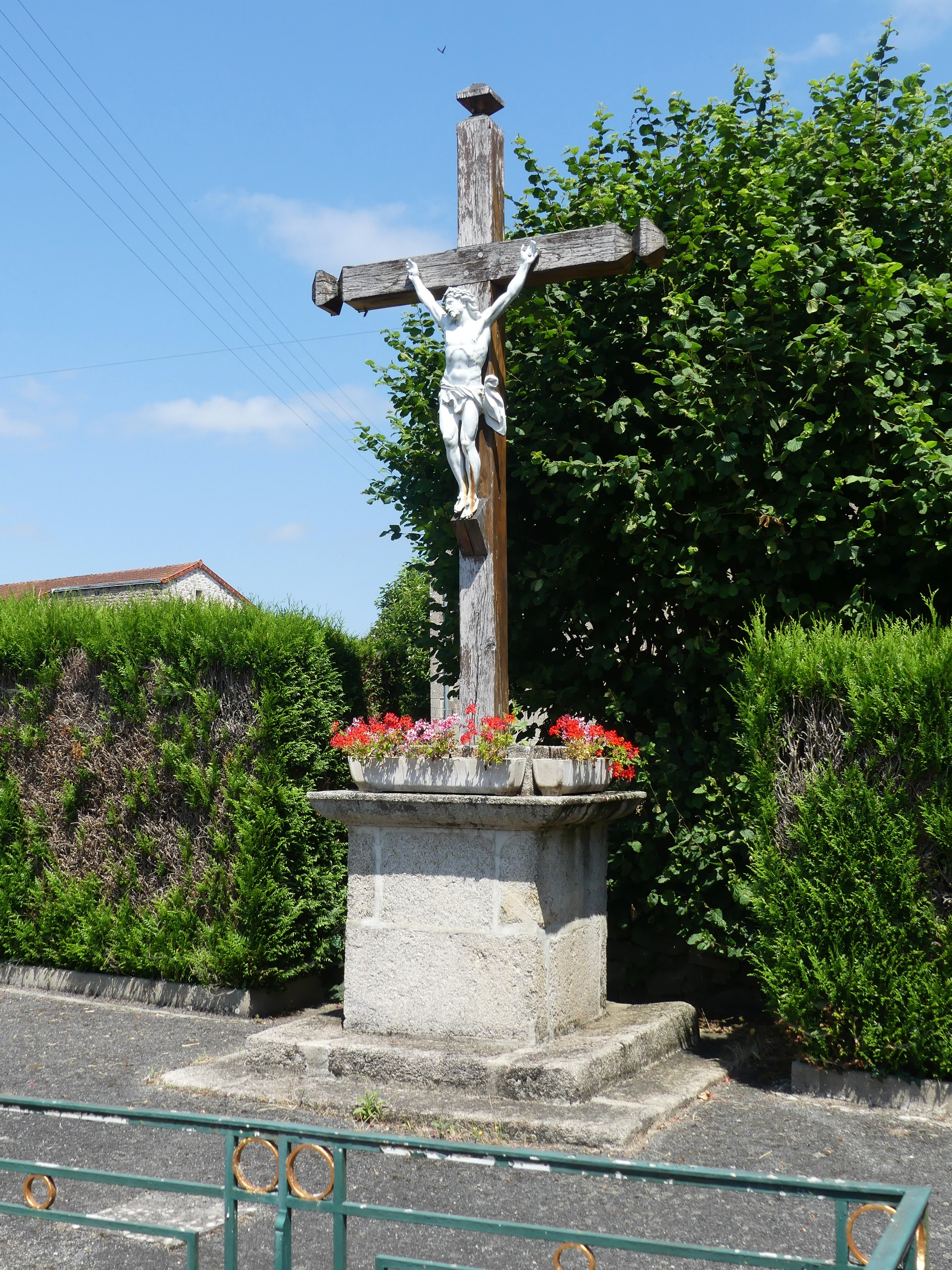
Crucifix à côté du monument aux morts.
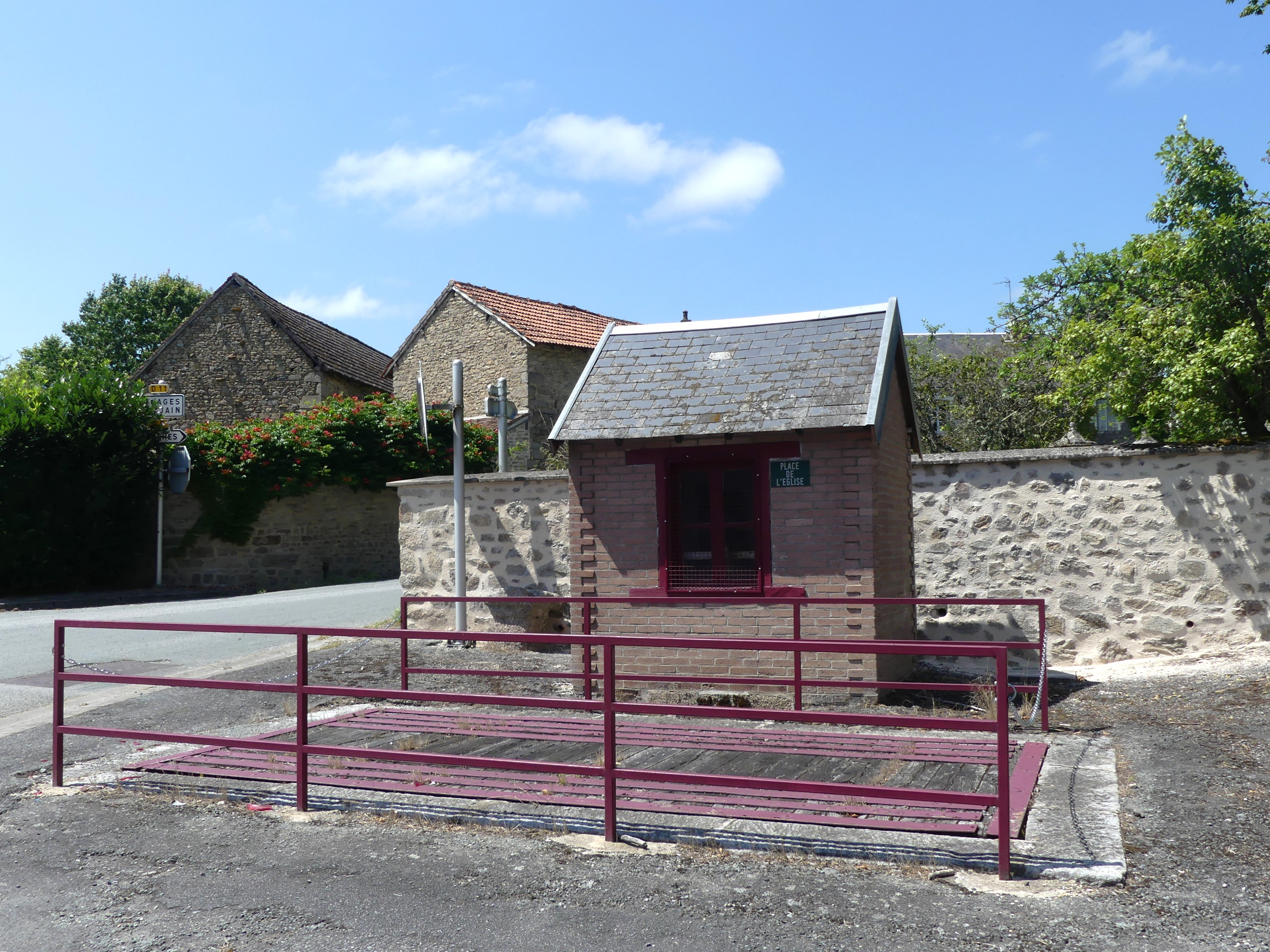
Ancienne bascule publique.